# Robiquetia
Robiquetia es un género  de orquídeas monopodiales y epífitas de la subtribu Sarcanthinae. Comprende 58 especies descritas y de estas, solo 41 aceptadas. Es originario de Indonesia, Filipinas, Australia  e islas del Océano Pacífico

## Taxonomía
El género fue descrito por  Charles Gaudichaud-Beaupré  y publicado en Voyage autour du monde, entrepris par ordre du roi, . . . éxécuté sur les corvettes de S. M. l'Uranie et la Physicienne, pendant les années 1817, 1818, 1819 et 1820; . . . Botanique 426. 1826[1829].
Etimología
Robiquetia, (abreviado Rbq.): nombre genérico que fue otorgado  en honor del químico francés, que aisló la cafeína y la codeína, Jean Pierre Robiquet ( 1780 - 1840 ), que tenía el nombre latinizado de Ionannes Robiquetius Petrus.

## Algunas especies aceptadas
A continuación se brinda un listado de las especies del género Robiquetia aceptadas hasta marzo de 2013, ordenadas alfabéticamente. Para cada una se indica el nombre binomial seguido del autor, abreviado según las convenciones y usos.
- Robiquetia adelineana P.O'Byrne
- Robiquetia amboinensis (J.J.Sm.) J.J.Sm.
- Robiquetia anceps J.J.Sm.
- Robiquetia angustifolia Schltr.
- Robiquetia ascendens Gaudich.
- Robiquetia bertholdii (Rchb.f.) Schltr.
- Robiquetia brassii Ormerod